# Гундіох
Гундіох (Ґундіог) або Гундовех (д/н — 473) — король бургундів. Засновник так званого Південного Бургундського королівства.

## Життєпис
Син короля Ґундагара. У 436 році Бургундське королівство на Рейні було знищено гунськими військами внаслідок підбурювання Флавієм Аецієм. В цій війні загинув батько Гундіоха й той став новим королем бургундів. У 443 році Аецій розселив рештки бургундів в області Сабаудія (сучасна Савойя) та частково в провінції В'єнська Галлія (Viennensis), де Гундіох започаткував нове королівство. Водночас бургунди отримали статус федератів Західної Римської імперії. Головним завданням було захист меж імперії від нападів алеманів. Разом з тим бургунди отримали відповідно до римським законів про розселення варварів як «гостей» 2/3 орної землі їх «господарів», 1/2 лісів і лугів і 1/3 рабів.
Столицею стало місто Женева. Королівство було поділено на три пага: Genavensis (Женева і область навколо неї), Equestris (Ніон і навколишній район) та Vallensis (долина Верхньої Рони). Гундіох сприяв зміцненню королівської влади, спираючись на союз з галло-римською аристократією, представники якої в Бургундському королівстві стали обіймати високі державні посади. У кожному пагу гундіох запровадив посаду коміта для бургундів, а іншого коміта — для римського населення.
У 451 році на чолі загону брав участь у битві на Каталаунських полях проти гунського володаря Аттіли. У 454 році одружився з сестрою фактичного правителя імперії Ріцімера. Після смерті імператорів Валентиніана III і Авіта у 455 та 456 роках відповідна суцільна криза охопила імперію. Цим скористався Гундіох задля розширення володінь на сусідні провінції. За підтримки галло-римської аристократії бургунди зайняли частину провінції Галлія Лугдунська Перша і Максима Секванська, в 457 році без спротиву захопили місто Ліон. Водночас Гундіох налагодив дружні стосунки з Теодоріком II, королем вестготів. У 456—457 роках було відправлено допомогу останньому для війни проти Свевського королівства.
У 458 році Ліон було відвойовано військами імператора Майоріана на чолі із Егідієм (йому допомагали франки), і місту довелося сплатити велику данину. Після смерті імператора 461 року Гундіох знову відвоював це місто, куди переніс столицю королівства. Втім з огляду на прихильність до аріанства мав тертя з місцевою католицькою знаттю. Втім зумів налагодити гарні стосунки з папою римським Гіларієм.
Протягом 460-х років Гундіох відновив загарбницьку політику. У 460 році було захоплено Отен, чим завершено підкорення Галлії Лугдунської Першої. Протягом наступних років зайнято Пеннінські Альпи, почалося просування в Котських Альпах. У 463 році отримав від Ріцімера посаду magister militum Galliarum (військового магістра Галлії), чим підтверджено вагомий на той час статус Гундіоха. Водночас було укладено союз з Хлодебавдом, королем ріпуарських франків, спрямований проти Егідія та його союзників салічних франків.
На початку 470-х років бургунди стали захоплювати південні області, у 470 зайнято важливе місто В'єн. Водночас спроби захопити Приморські Альпи і Прованс призвели до конфлікту з Вестготським королівством. У 472 році Гундіох надав допомогу галло-римській знаті в Оверні, що боролася проти вестготів. Війна з ними тривала до самої смерті Гундіоха у 473 році.
Після смерті Гундіоха трон отримав його молодший брат Гільперік I, який невдовзі вимушений розділити королівства з синами Гундіоха — Гундобадом, Годомаром, Годегізелем і Гільперіком II.